# Pavla Dostálová
Pavla Dostálová (* 30. srpna 1988 Přerov) je divadelní, seriálová a filmová herečka, je dcerou Pavla Dostála.

## Život
Vystudovala Střední pedagogickou školu v Přerově. Divadlu se věnovala nejprve v ochotnické a později poloprofesionální rovině (např. Divadlo Tramtarie Olomouc). Dosavadní zkušenosti ji utvrdily v tom, že se v rámci vysokoškolského studia chce vydat směrem profesionálního herectví. Přihlásila se proto na DAMU, také studovala dva roky režii, ale pak šla do angažmá do Komorní scény Arény, kde působila 5 let. Hostovala ve Švandově divadle a v Divadle na Vinohradech, kde působila také jako asistentka režie. Často pracuje v rozhlase a občas dabuje. Moderuje pořad na Déčku „Už tam budem?“.

## Role

### Filmografie
- Na konci září (2015)
- Lajna (2017)
- Hasičárna Telecí (2018)
- Pláč svatého Šebestiána (2019)[1]
- Jak přežít svého muže (2023)[5]

### Divadlo
- Divadlo Kalich – Lady Oskar (premiéra 1. listopadu 2018)[6]

- Divadlo na cucky – Vstup zakázán (premiéra 29. října 2022)[7]

## Ocenění
- V roce 2016 získala na Mezinárodním festivalu v Českém Těšíně Cenu za nejlepší ženský herecký výkon – Těšínský anděl.[8][9][10]
- V roce 2018 se stala historicky první držitelkou Ceny Jantar v kategorii Herečka roku za roli Sestry v inscenaci „Smíření“.[11][12]